# 哀姓
哀姓是一个现在中国比较少见的姓氏，是起源于中原地区的一个姓氏。《中国人名大辞典》中收录有哀姓人名３例。

## 起源
春秋时期鲁哀公的后代，以谥号为姓。

## 文献记载
汉朝有种梨能手哀仲，所种之梨实大而味美，人称“哀家梨”；宋朝有进士哀长吉。五代時哀愉仕南唐，因慶賀不便而賜姓衷，但是至今仍有哀姓，哀姓变成了衷姓后，主要分布在山东新泰、江苏武进和江西等地。

## 演變
五代時哀愉得賜姓衷，但是至今仍有哀姓，哀姓变成了衷姓后，主要分布在山东新泰、江苏武进和江西等地。

## 郡望
据《通志·氏族略·以谥为氏》记载，哀氏望族出自南康、东阳两郡。其中南康郡相当于现在江西南康、赣县一带。282年设。东阳郡由孙吴政权266年设于今日浙江金华一带。

## 延伸阅读
[在维基数据编辑]
 《欽定古今圖書集成·明倫彙編·氏族典·哀姓部》，出自陈梦雷《古今圖書集成》
1. 1 2 3  汪宗虎、陈明远. . 北京出版社. : 2. ISBN 7-200-02433-3.